# Tom C. McCarthy
Thomas „Tom“ C. McCarthy (geb. vor 1979) ist ein Tontechniker.

## Leben
McCarthy begann seine Karriere 1979 beim Fernsehen, wo er an vier Folgen der Westernserie Durch die Hölle nach Westen mitarbeitete. Sein Spielfilmdebüt war der Western Heaven’s Gate von Michael Cimino, einem der größten Flops der Kinogeschichte. Bis Mitte der 1990er Jahre war er in jedem Jahr an mehreren Spielfilmen tätig, darunter große Hollywoodproduktionen wie Gegen jede Chance und Staatsanwälte küßt man nicht. 1993 wurde er für Bram Stoker’s Dracula gemeinsam mit David E. Stone mit dem Oscar in der Kategorie Bester Tonschnitt ausgezeichnet. Seine letzte dokumentierte Arbeit im Filmgeschäft war die Damon-Wayans-Komödie Blankman 1994.

## Filmografie (Auswahl)
- 1980: Heaven’s Gate
- 1984: Gegen jede Chance (Against All Odds)
- 1986: Archie und Harry – Sie können’s nicht lassen (Tough Guys)
- 1986: Staatsanwälte küßt man nicht (Legal Eagles)
- 1987: Das Wunder in der 8. Straße (*batteries not included)
- 1988: Great Outdoors – Ferien zu dritt (The Great Outdoors)
- 1989: Ghostbusters II
- 1990: Arachnophobia
- 1991: My Girl – Meine erste Liebe (My Girl)
- 1992: Bram Stoker’s Dracula (Dracula)
- 1992: Meh’ Geld (Mo’ Money)

## Auszeichnungen
- 1993: Oscar in der Kategorie Bester Tonschnitt für Bram Stoker’s Dracula